# De comprobatione sextae aetatis mundi
Il De comprobatione sextae aetatis mundi adversus Judaeos cum oratione et epistola ad Dominum Ervigium regem di Giuliano di Toledo, scritto nel 686 su richiesta del re Ervigio, si inserisce a pieno titolo nel contesto della polemica antiebraica in atto nella Spagna visigota.

## L'opera
L’opera, in tre libri, è preceduta da una preghiera rivolta a Dio e da una lettera dedicatoria indirizzata al re Ervigio. La causa scatenante la composizione dell’opera furono il diffondersi delle credenze ebraiche sul suolo ispanico e in particolare l’idea che il Figlio di Dio non fosse ancora venuto, ma che, secondo dei calcoli ebraici, lo avrebbe fatto nel sesto millennio dalla Creazione (il 686, anno della composizione dell’opera, corrispondeva all’anno 4446 ebraico, ossia circa la metà del quinto millennio). È bene sottolineare come Giuliano non parli mai di sesto millennio nella sua opera, bensì di “sesta età del mondo” legandosi così alla terminologia della tradizione patristica. Infatti, se gli Ebrei nel loro calcolo si servivano del metodo talmudico per calcolare il succedersi degli anni nella Bibbia, Giuliano al contrario utilizzava il succedersi delle generazioni sulla base della Septuaginta.
Dunque, l’obiettivo dell’opera era quello da una parte di smontare le tesi messianiche degli Ebrei, dall’altro quello della loro conversione al cristianesimo tramite lo studio e l’interpretazione della Bibbia. L’opera è quindi sicuramente anti-ebraica, ma lo è in senso dottrinale, non antisemita.
Per dare efficacia alla causa cristiana, Giuliano mette in luce fin da subito nella Prefazione come nei loro calcoli gli ebrei si servissero di codici ebraici. Questi codici tuttavia non erano biblici e, in quanto tali, per un uomo medievale come Giuliano, non avevano alcun valore. Nel primo libro Giuliano analizza e interpreta alcune profezie dell’Antico Testamento che, essendosi già compiute, confermerebbero che Cristo è il Messia. Nel secondo libro a essere analizzato è il Nuovo Testamento e un’osservazione importante di Giuliano pone in crisi il pensiero degli Ebrei a lui contemporanei: all’età di Gesù gli Ebrei stessi erano convinti che il Messia sarebbe venuto in quegli anni, pertanto l’idea Messia-sesto millennio era solo stata creata a posteriori e quindi falsa. Con il terzo libro Giuliano vuole dimostrare che la sesta età del mondo è in pieno svolgimento. Le diverse età sono costituite dai personaggi biblici e dalle loro vicende: la prima va da Adamo a Noè, la seconda da Noè ad Abramo, la terza da Abramo a Davide, la quarta da Davide a alla cattività babilonese, la quinta dalla schiavitù a Babilonia fino a Cristo e la sesta è a partire da Gesù.
Notevole è la capacità retorica che Giuliano dimostra: per esempio, egli adduce profezie messianiche che sono del tutto incompatibili con una eventuale venuta del Cristo nel sesto millennio e, tra queste, l’arrivo al Tempio del Messia (essendo il Tempio stato distrutto nel 70).
Però, Giuliano viene criticato per il fatto di parlare degli Ebrei come un’entità astratta e per non aver lasciato loro uno spazio concreto nella sua opera: nel De Comprobatione non c’è un personaggio ebreo che può contrastare le posizioni di Giuliano, motivo per cui è come se ci fosse un monologo unidirezionale, che non tiene conto dell’altro. Tuttavia, Giuliano lascia una concessione agli ebrei, forse per le sue ascendenze ebraiche o forse per l’influenza che essi in quel momento storico potevano avere sul popolo: il Messia non sarebbe certo venuto con il sesto millennio ebraico, ma era nato nella sesta età e, soprattutto, nel sesto millennio dalla Creazione del mondo secondo il computo dei Settanta. Insomma, un’opposizione ideologica, ma in parte mitigata e mai antisemita.
Giuliano adotta un largo numero di fonti: la Bibbia, i Padri della Chiesa tra cui Agostino, Girolamo, Gregorio Magno, Isidoro di Siviglia. La fortuna di questa opera è limitata solamente all’area ispanica per il fatto che essa era nata in relazione ad un’occasione e ad un contesto unico: la Spagna visigotica che vedeva al suo interno una cospicua presenza ebraica.
Tra le opere di Giuliano è quella con la tradizione manoscritta conservata meno numerosa; infatti, solo tre sono i codici superstiti: il manoscritto 6687 di Madrid (fine XII secolo), il manoscritto Gordan 112 di New York (fine secolo XIV) e il manoscritto latino 12139 di Parigi (XII secolo). A questi si deve anche aggiungere un testimone h (probabilmente di XII secolo proveniente dall’abazia di Eberbach a Mayence) da cui è tratta l’editio princeps di Moltherus. L’unica edizione critica esistente è quella di Hillgarth, che individua una tradizione bipartita con a monte un archetipo non coincidente con l’originale: un ramo, la famiglia francese, è costituito dal manoscritto di Parigi e dal testimone h, l’altro, ossia la famiglia ispanica, dai due restanti codici. La famiglia francese è considerata la migliore.

### Edizioni
- El De comprobatione sextae aetatis libri tres de San Julián de Toledo, ed. J. Campos, «Helmantica» 18 (1967), nº 57, pp. 297-340.
- Sancti Iuliani Toletanae sedis episcopi opera Pars.1 (Corpus Christianorum Series Latina, CXV) , acura di J.N. Hillgarth, Turnhout, 1976.
- SS. PP. Toletanorum quotquot extant opera nunc primum simul edita, ad codices mss. recognita nonnullis notis illustrata atque in duos tomos distributa, a cura di F. A. Lorenzana, 3 vols., Madrid, 1782-1793: vol. 2, 1785, pp. 88-139.

### Studi
- J. Campos, El De comprobatione sextae aetatis libri tres de San Julián de Toledo. (Sus fuentes, dependencias y originalidad), in Madrid, 1970 (La Patrología Toledano-visigoda. xxvii Semana Española de Teología), pp. 245-259.
- J. Carlos Martin, Iulianus Toletanus archiepiscupus, in L.Castaldi - P.Chiesa, Te.Tra 3. La trasmissione dei testi latini nel Medioevo, Firenze, 2008, pp. 404-407.
- C. del Valle, El De comprobatione sextae aetatis de Julián de Toledo y el judaísmo español, «Estudios Bíblicos» 49 (1991), Madrid, pp. 251-263.
- C. del Valle, San Julián de Toledo, in La controversia judeocristiana en España (Desde los orígenes hasta el siglo xiii). Homenaje a Domingo Muñoz León, a cura di C. del Valle, Madrid, 1998 (Consejo Superior de Investigaciones Científicas, Instituto de Filología, Serie B. Controversia, 11), pp. 119-130.
- F. Parente, La controversia tra Ebrei e Cristiani in Francia e in Spagna dal VI al IX secolo, in Gli Ebrei nell''Alto Medioevo, vol. 2, Spoleto, 1980 (Settimane di Studio del Centro Italiano di Studi sull''Alto Medioevo, 26), pp. 529-639 in particolare pp. 558-559, 570-578.
- R. Pozas Garza, Estudio crítico de los Tratados Adversus Iudaeos en la Alta Edad Media, Romae, 1996, pp. 96-116.
- R. Pozas Garza, A. Moreno García, Una controversia judeo-cristiana del s. vii: Julián de Toledo, «Helmantica» 53 (2002), nº 161-2, pp. 249-269.